# وحدت ضدین
وحدت ضدین (انگلیسی: Unity of opposites)، یکی از مباحث دیالکتیک است که در آن به مفهوم عمیق غیر دوگانگی پرداخته می‌شود. این مبحث گاهی اوقات یک مفهوم متافیزیکی، فلسفی یا علمی است. این مبحث وضعیتی را تعریف می‌کند که در آن وجود یا هویت یک چیز (یا وضعیت) به وجود حداقل دو شرط متضاد، اما وابسته به یکدیگر و پیش فرض یکدیگر، در حوزه تنش بستگی دارد.